# Roques Cambretes
Les Roques Cambretes és una muntanya de 653 metres que es troba al municipi d'Horta de Sant Joan, a la comarca de la Terra Alta.